# ریلتک
ریلتک (انگلیسی: Realtek) شرکت الکترونیک تایوانی است، که در سال ۱۹۸۷ تأسیس شد.